# Emil Karewicz
Emil Karewicz (Vilna, 13 de marzo de 1923-18 de marzo de 2020) fue un actor polaco. 

## Primeros años
Su carrera como actor comenzó en Wilno, en el teatro local, donde interpretó el papel de un mono en el "Cuarteto" de Ivan Krylov. Durante la Segunda Guerra Mundial sirvió en el ejército polaco. Luchó en la batalla de Berlín en 1945. 

## Carrera
Después de la guerra, se graduó de Iwo Gall Theatrical Studio (junto con Ryszard Barycz, Bronisław Pawlik y Barbara Krafftówna). Se presentó en escenarios en Lodz, principalmente en el Teatro Jaracz y el Nuevo Teatro. Desde 1962 actuó en Varsovia, en el Teatro Ateneum (Teatr Ateneum im. Stefana Jaracza w Warszawie), el Teatro Dramático (Teatr Dramatyczny w Warszawie) y el Nuevo Teatro (Teatr Nowy w Warszawie 1947-2005). Se retiró en 1983. 

## Fama
Obtuvo popularidad al interpretar los roles de SS-Sturmbannführer Hermann Brunner en la serie de televisión Stawka większa niż życie y SS-Obersturmführer en la película Jak rozpętałem drugą wojnę światową y el rey Vladislao II de Polonia en Krzyżacy. 

## Fallecimiento
Falleció el 18 de marzo de 2020 a los noventa y siete años.

## Filmografía seleccionada
- Estreno en Varsovia (Warszawska premiera) (1951)
- Juventud de Chopin (Młodość Chopina) (1952)
- Kanał (1956)
- Pętla, alias la soga (1958)
- El octavo día de la semana (1958)
- Krzyżacy (1960)
- Esta noche una ciudad morirá (W nocy umrze miasto) (1961)
- Na białym szlaku (1962)
- Cómo desaté la Segunda Guerra Mundial (Jak rozpętałem drugą wojnę światową) (1969)
- Hubal (1973)
- Wszyscy i nikt (1977)
- Sekret Enigmy (secreto de Enigma) (1979)
- Polonia Restituta (1981)
- Hans Kloss. Stawka większa niż śmierć (2012)

### Series de televisión
- Stawka większa niż życie (1967-1968)
- Lalka (1978)[6]
- Alternatywy 4 (1983)
- Barwy szczęścia (2007-2013)